# Lorenzo Battista
Lorenzo Battista (Trieste, 14 gennaio 1973) è un politico italiano.

## Biografia

### Elezione a senatore
Alle elezioni politiche del 2013 viene eletto al Senato della Repubblica, come capolista del Movimento 5 Stelle nella circoscrizione Friuli-Venezia Giulia. È stato il più giovane senatore della XVII legislatura.
Sostituisce la collega Monica Casaletto come Segretario del gruppo Movimento 5 Stelle al Senato dal 10 gennaio 2014 al 26 febbraio 2014, giorno della sua espulsione dal Movimento
È un dipendente della compagnia di navigazione triestina Italia Marittima.
Il 26 febbraio 2014 è stato espulso dal Movimento 5 Stelle assieme ai senatori Luis Alberto Orellana, Francesco Campanella e Fabrizio Bocchino, passa quindi al gruppo misto.
Il 15 maggio 2014 aderisce alla componente del gruppo misto Italia Lavori in Corso, formata dai senatori fuoriusciti dal Movimento 5 Stelle Fabrizio Bocchino, Francesco Campanella, Luis Alberto Orellana, Monica Casaletto, Alessandra Bencini e Paola De Pin.
L'11 settembre 2014 abbandona il gruppo misto ed aderisce al gruppo parlamentare di centro-sinistra Per le Autonomie, andando a sostenere il governo Renzi.
Il 23 marzo 2017 abbandona il gruppo Per le Autonomie ed aderisce ad Articolo 1 - Movimento Democratico e Progressista, all'interno del quale rimane sino alla fine della legislatura. 
Termina il mandato parlamentare il 22 marzo 2018, abbandonando la politica.